# World Music Award 2010
I World Music Award 2010 (21ª edizione) si sono tenuti a Monte Carlo il 18 maggio 2010. Si tratta di un ritorno per la manifestazione dopo un anno di assenza.

## Nomination e vincitori
Vincitori indicati in grassetto.

### Best New Artist
Presentati da will.i.am
- Justin Bieber
- Lady Gaga
- Susan Boyle
- Ke$ha

### Best Hip-Hop Act
Presentati da Karolína Kurková
- Eminem
- The Black Eyed Peas
- Jay-Z
- Ludacris

### Best Producer
Presentati da Kelly Rowland
- will.i.am
- Akon
- Pharrell Williams
- David Guetta

### Best African Artist
Presentati da Tommy Hilfiger
- Akon

### Best Asian Artist
Presentati da Paris Hilton
- Namie Amuro

### World's Best Pop/Rock Artist
Presentati da Karolína Kurková
- Lady Gaga
- Madonna
- Rihanna
- Taylor Swift

### Outstanding Contribution to the Arts
Presentati da Cuba Gooding Jr.
- Jennifer Lopez

### Best DJ
Presentati da Victoria Silvstedt
- Tiësto
- David Guetta
- Armin van Buuren
- deadmau5

### Best French Artist
- David Guetta

### Best R&B Artist
Presentati da Paris e Nicky Hilton
- Alicia Keys
- Akon
- The Black Eyed Peas
- Beyoncé

### Best Single
Presentati da Melody Thornton
- Sexy Chick - David Guetta feat. Akon
- When Love Takes Over - David Guetta feat. Kelly Rowland
- Single Ladies (Put a Ring on It) - Beyoncé
- Use Somebody - Kings of Leon
- I Gotta Feeling - The Black Eyed Peas
- Poker Face - Lady Gaga

### Best Classical Artist
Presentati da Robin Gibb
- Paul Potts
- The Priests
- Andrea Bocelli
- Katherine Jenkins

### World's Best Album
Presentati da Rachel Hunter e Peter Andre
- Number Ones - Michael Jackson
- I Dreamed a Dream - Susan Boyle
- The Fame - Lady Gaga
- The E.N.D. - The Black Eyed Peas
- Fearless - Taylor Swift

### Rock Legends
Presentati da Vladimir Klitschko
- Scorpions

## Altri premiati

### World's Best Rock Artist
- U2

### Premi regionali
- World's Best Selling American Artist: Lady Gaga
- World's Best Selling Australian Artist: Empire of the Sun
- World's Best Selling British Artist: Susan Boyle
- World's Best Selling Canadian Artist: Céline Dion
- World's Best Selling German Artist: Rammstein
- World's Best Selling Irish Artist: U2
- World's Best Selling Italian Artist: Tiziano Ferro
- World's Best Selling Latin American Artist: Shakira
- World's Best Selling Middle Eastern Artist: Elissa
- World's Best Selling Scandinavian Artist: A-ha
- World's Best Selling Spanish Artist: Mónica Naranjo